# Église Saint-Laurent de Dieffenbach-au-Val
L'église Saint-Laurent est un monument historique situé à Dieffenbach-au-Val, dans le département français du Bas-Rhin.

## Localisation
Ce bâtiment est situé place de l'Église à Dieffenbach-au-Val.

## Historique
L'édifice fait l'objet d'une inscription au titre des monuments historiques depuis 1986.

## Architecture

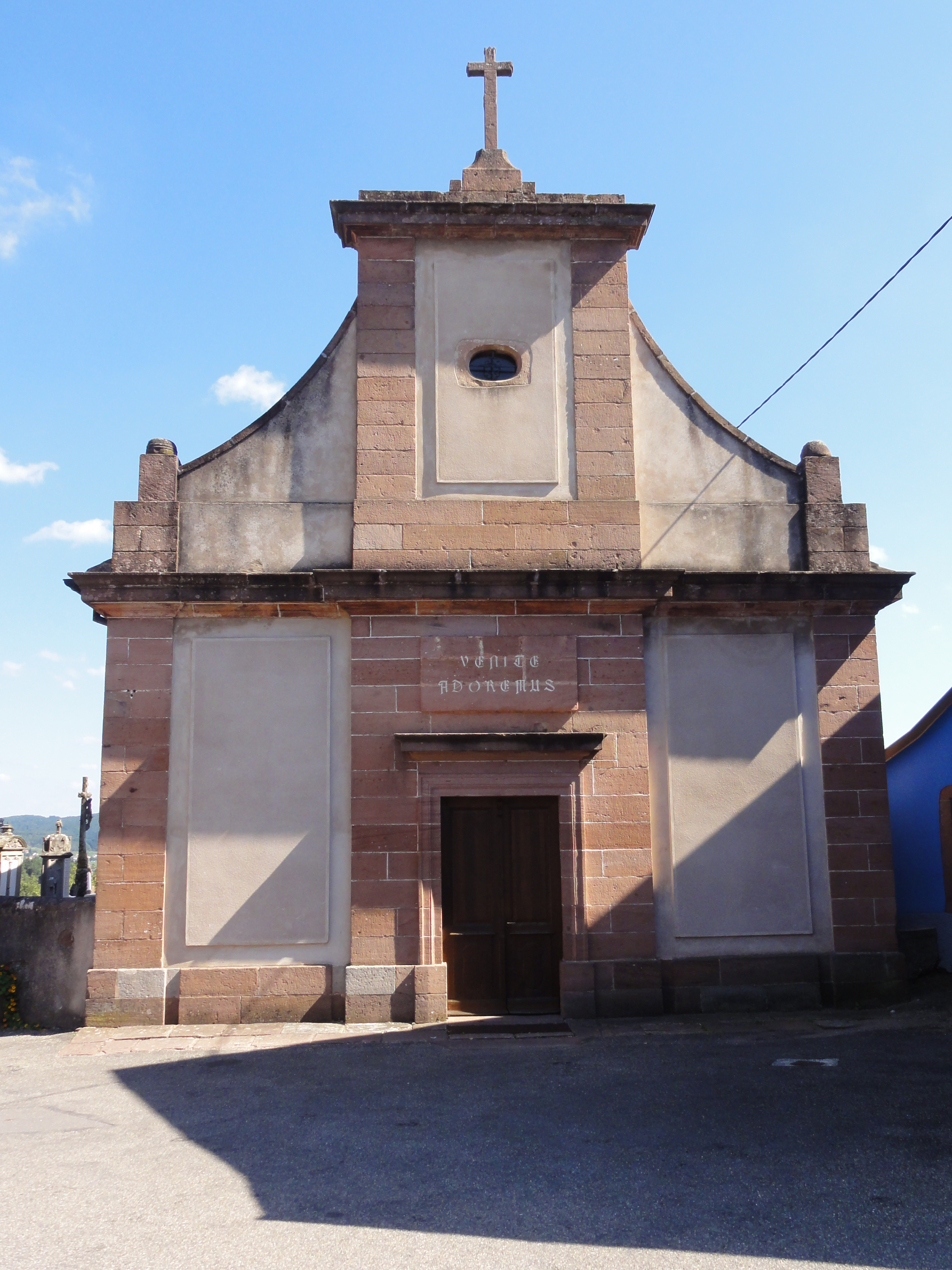
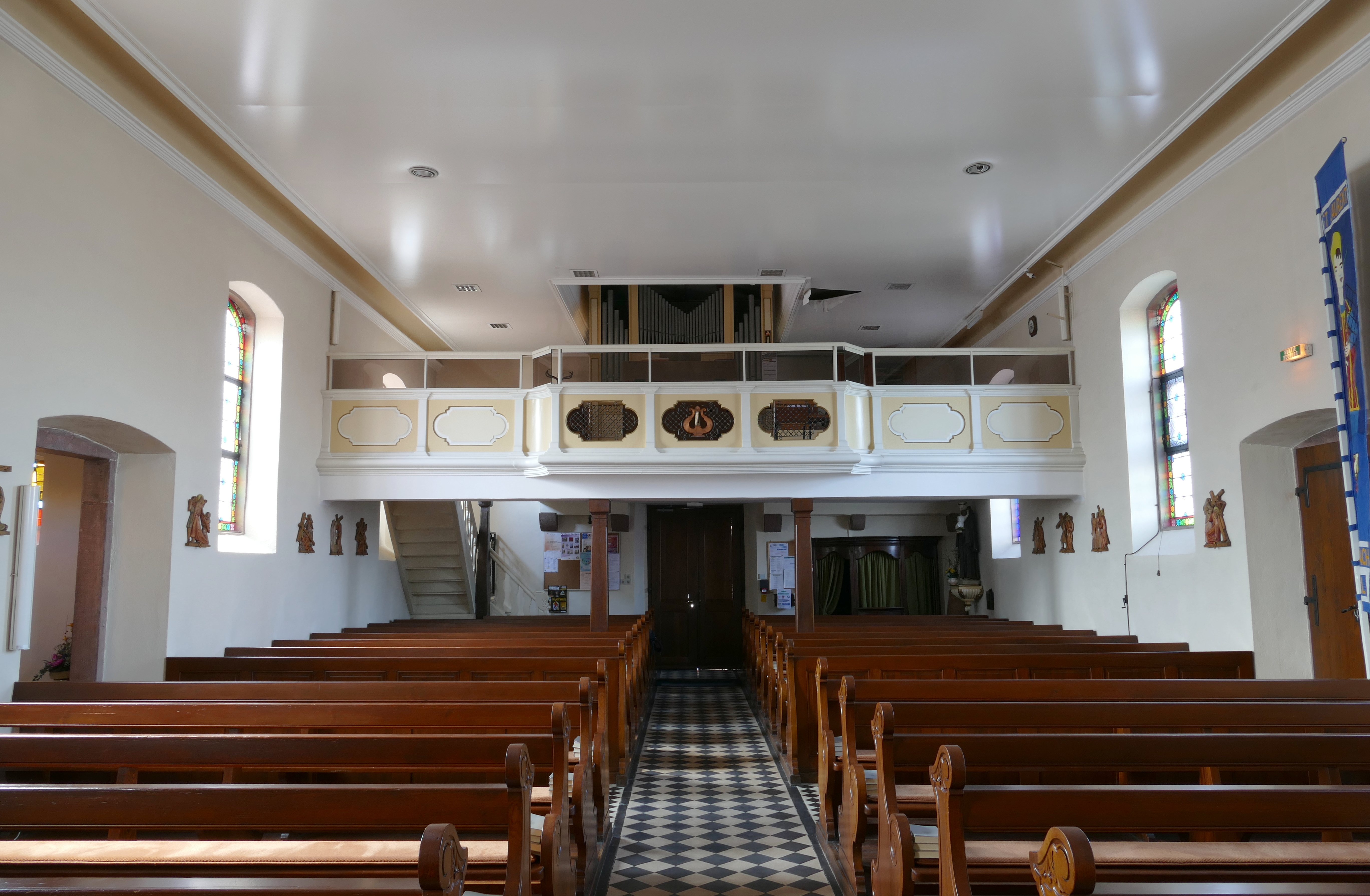
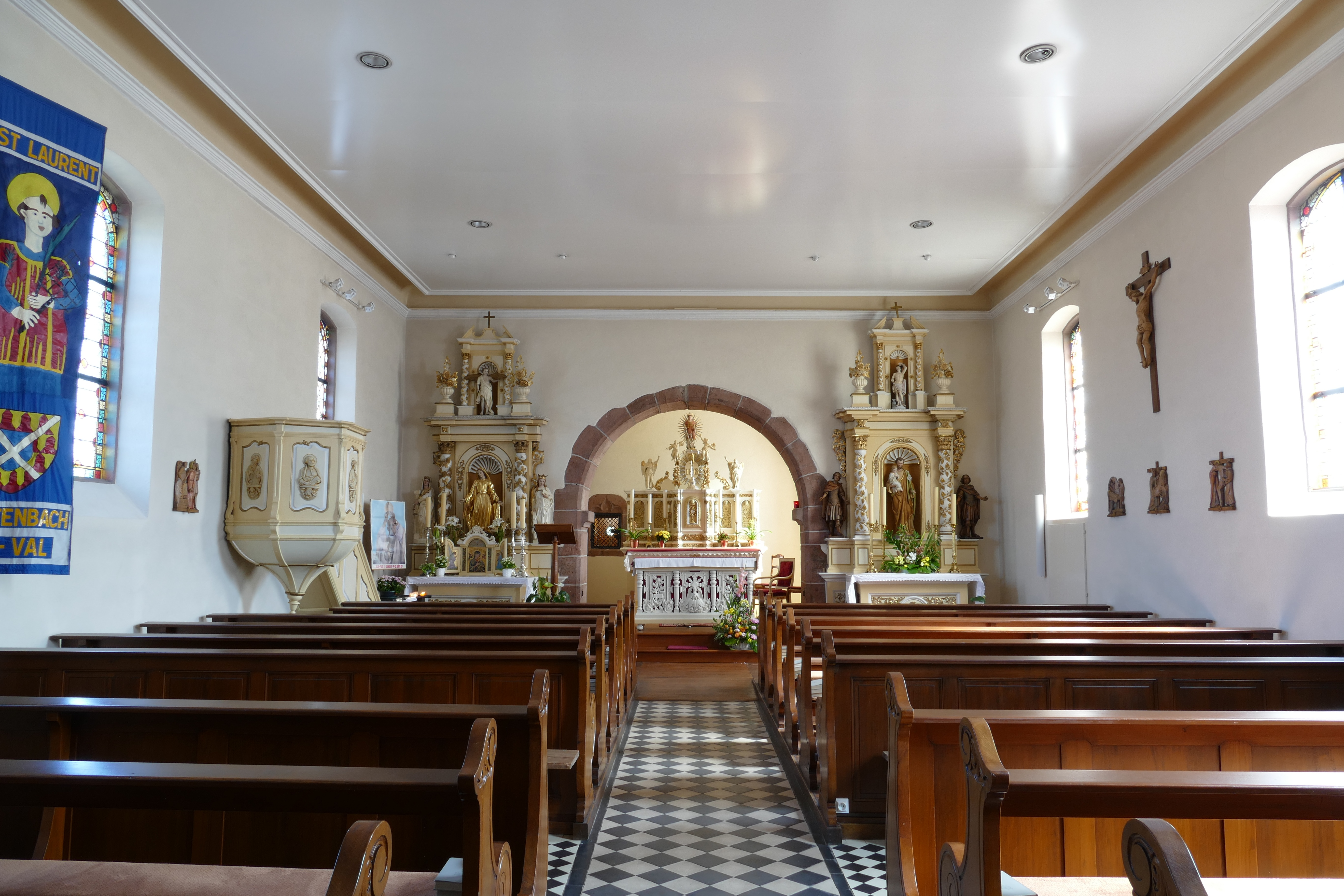
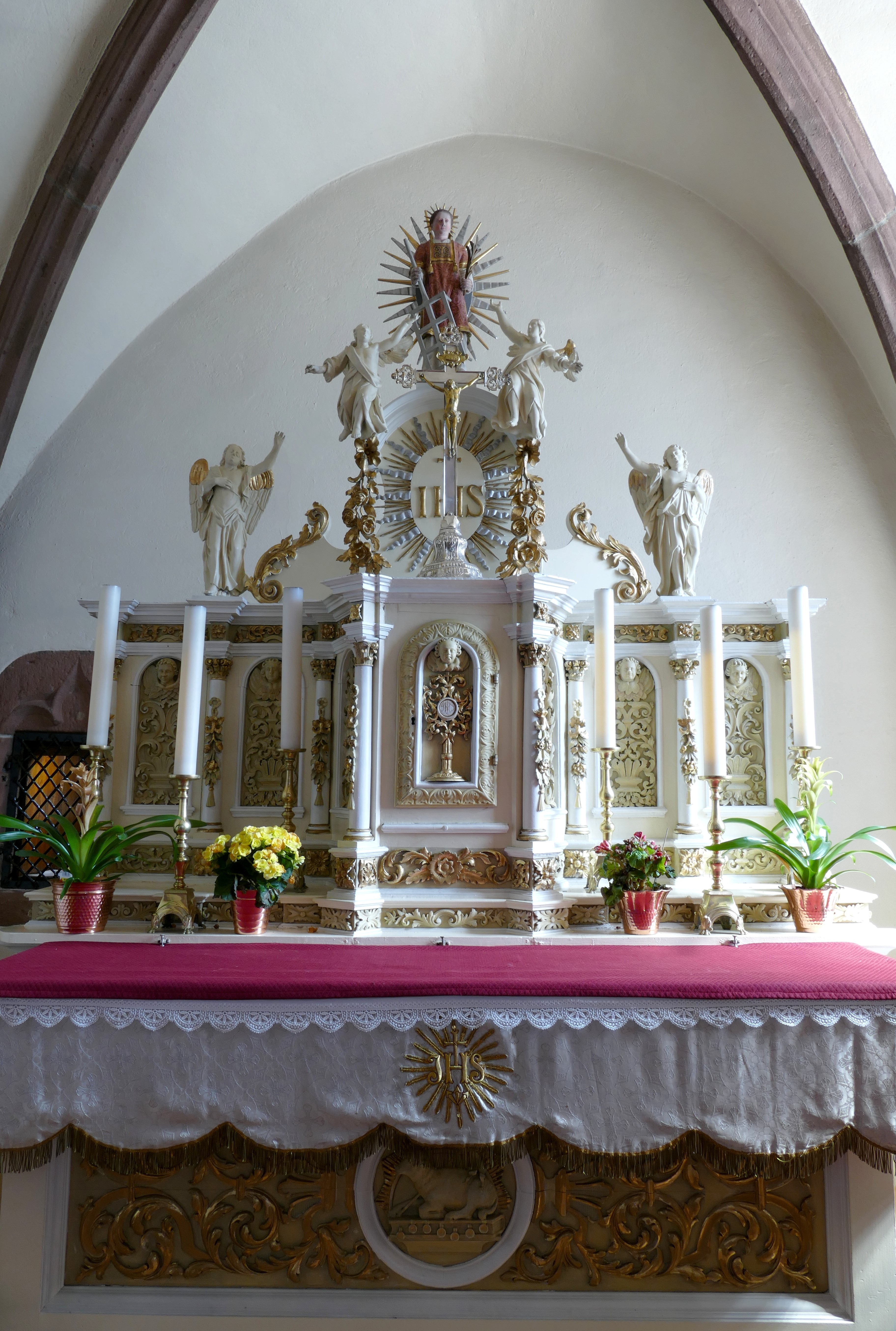
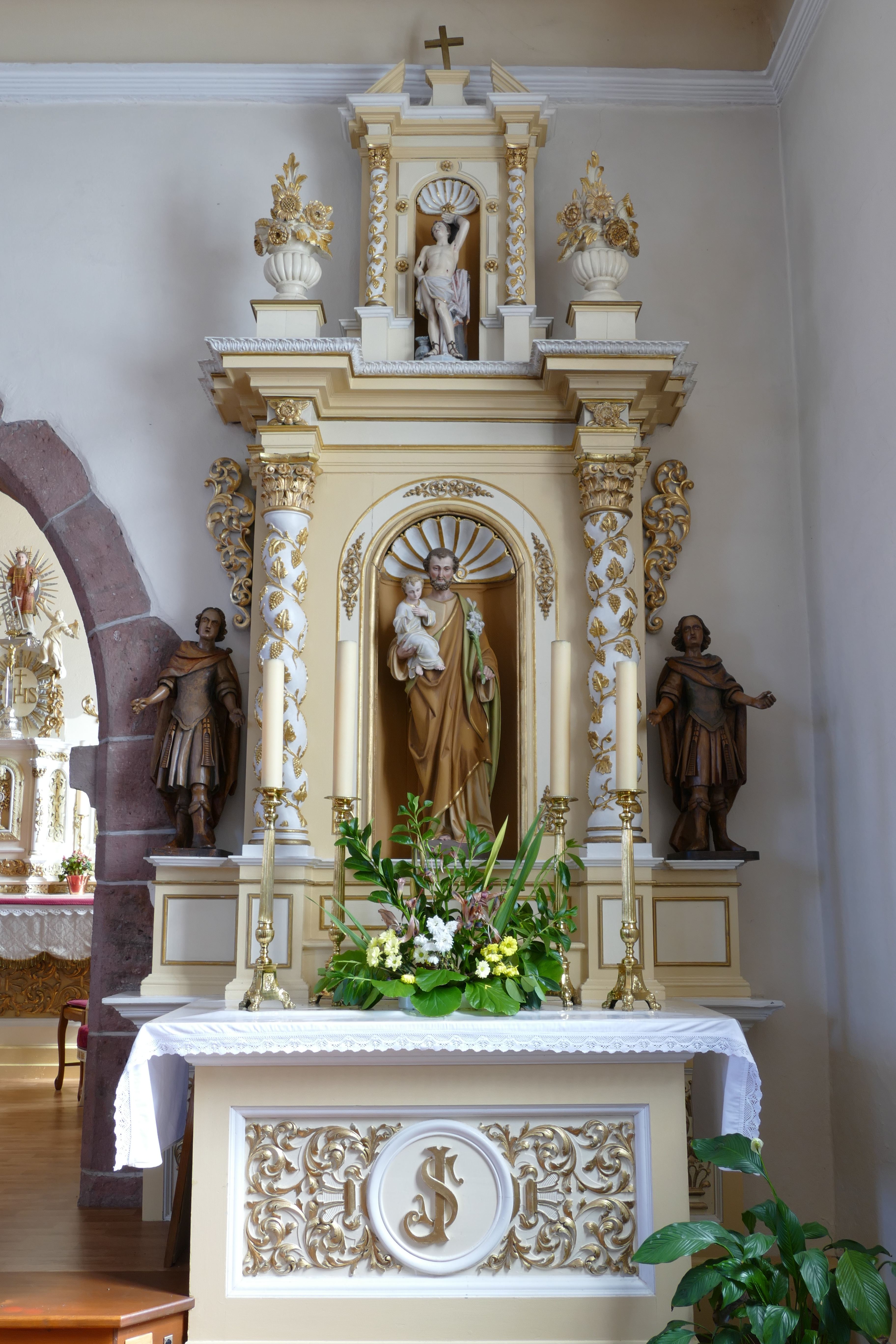